# Municipios del cantón de Jura

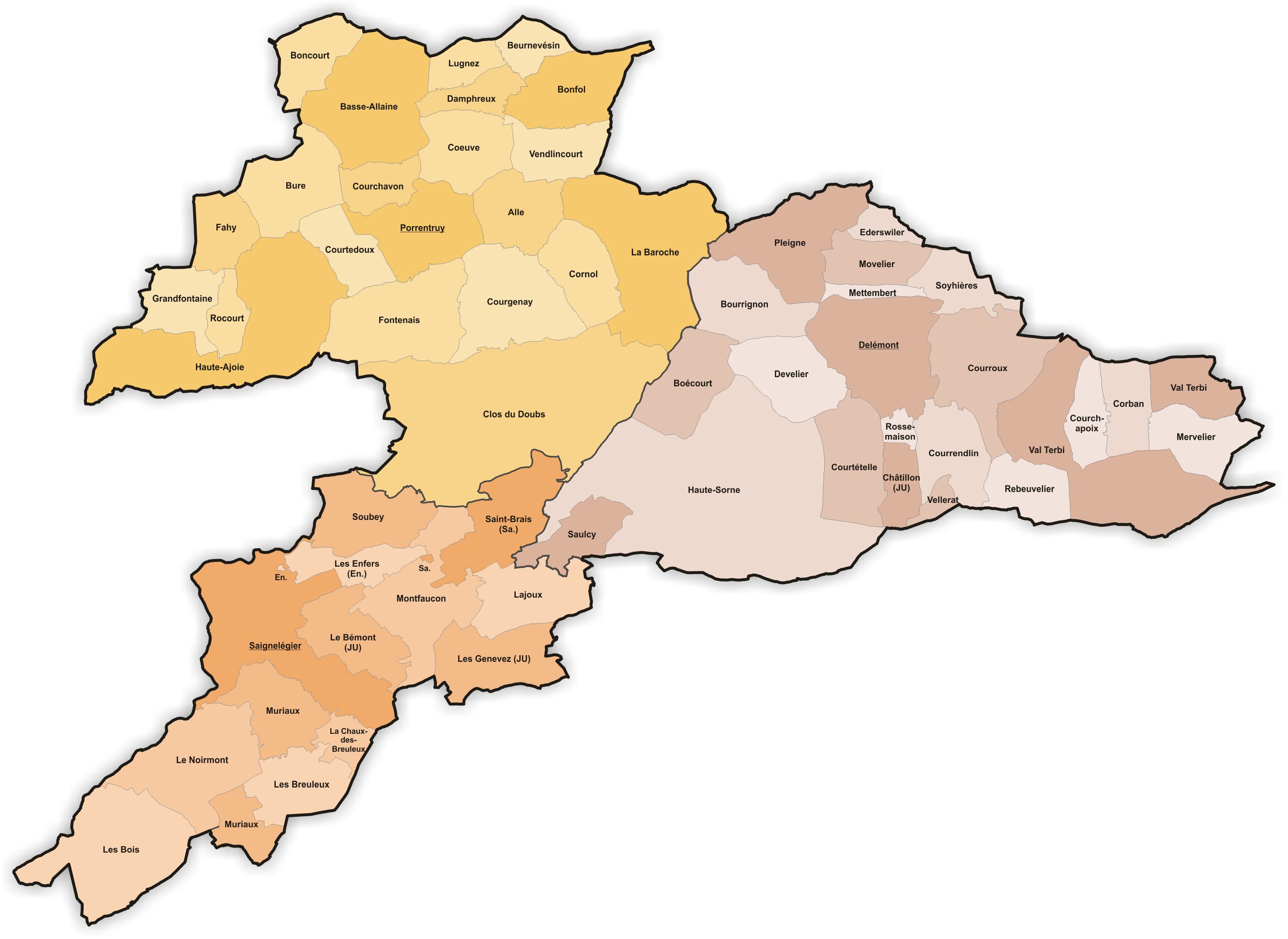
Municipios en el cantón de Jura

Los siguientes son los 57 municipios del cantón de Jura, a partir de 2013.

## Lista
| - Alle - Basse-Allaine - Beurnevésin - Boécourt - Boncourt - Bonfol - Bourrignon - Bure - Châtillon - Clos du Doubs - Coeuve - Corban - Cornol - Courchapoix - Courchavon - Courgenay - Courrendlin - Courroux - Courtedoux | - Courtételle - Damphreux - Delémont - Develier - Ederswiler - Fahy - Fontenais - Grandfontaine - Haute-Ajoie - Haute-Sorne - La Baroche - La Chaux-des-Breuleux - Lajoux - Le Bémont - Le Noirmont - Les Bois - Les Breuleux - Les Enfers - Les Genevez | - Lugnez - Mervelier - Mettembert - Montfaucon - Movelier - Muriaux - Pleigne - Porrentruy - Rebeuvelier - Rocourt - Rossemaison - Saignelégier - Saint-Brais - Saulcy - Soubey - Soyhières - Val Terbi - Vellerat - Vendlincourt |